# Гарі Кегілл
Га́рі Ке́гілл (англ. Gary Cahill, нар. 19 грудня 1985, Шеффілд, Англія) — колишній англійський футболіст, захисник. В основному він грав на позиції центрального захисника, але також на позиціях крайнього захисника і опорного півзахисника.
Кегілл є колишнім гравцем збірної Англії, хоча він також мав право виступати за збірну Ірландії. 

## Клубна кар'єра
2004 року Кегілл підписав свій перший професійний контакт з «Астон Віллою», після чого відправився в оренду в клуб «Бернлі», в якому виступав з листопада 2004 року до закінчення сезону. За цей час провів за клуб 27 матчів у чемпіонаті і забив 1 гол в ворота «Сток Сіті». За підсумками сезону він був визнаний Найкращим молодим гравцем року і Гравцем року в складі «Бернлі».
9 квітня 2006 року Кегілл дебютував за основний склад «Астон Вілли», вийшовши на заміну в матчі проти «Арсеналу», який «Вілла» програла з рахунком 5:0. Через тиждень, 16 квітня того ж року Кешілл забив свій перший гол за «Віллу» в бірмінгемському дербі проти «Бірмінгем Сіті».
Попри це,закріпитися у складі «вілланів» Гарі не зумів і 19 вересня 2007 року перейшов в «Шеффілд Юнайтед» на правах оренди строком на три місяці. Його дебют за «клинків» відбувся 22 вересня в матчі проти «Кристал Пелес». 10 листопада Кегілл забив свій перший гол за «Шеффілд Юнайтед» в переможному матчі проти «Сток Сіті». Відповідно до умов свого орендного договору, Кегілл в середині грудня повернувся на «Вілла Парк», провівши за «клинків» 16 матчів і забивши 2 голи.
Своєю грою Гарі привернув увагу представників тренерського штабу клубу «Болтон Вондерерз», до складу якого приєднався 30 січня 2008 року. Відіграв за клуб з Болтона наступні чотири з половиною сезони своєї ігрової кар'єри. Граючи у складі «Болтона» більшість часу був основним гравцем команди.
До складу клубу «Челсі» приєднався 16 січня 2012 року за 7 млн фунтів. Дебютував 5 лютого 2012 року в матчі з Манчестер Юнайтед. 18 березня забив перший гол за нову команду в ворота «Лестер Сіті» в рамках Кубка Англії. Під час матчу-відповіді 1/2 фіналу Ліги чемпіонів УЄФА проти Барселони отримав травму підколінного сухожилля на самому початку поєдинку. Але зумів відновитися до фіналу і допоміг своїй команді виграти перший кубок Ліги чемпіонів.
Кегілл забив у своєму першому ж матчі сезону 2012/13 у ворота «Редінга» 22 серпня 2012 року. Також забив гол престижу у матчі за Суперкубок УЄФА 31 серпня. 5 грудня відкрив рахунок своїм голам у Лізі чемпіонів УЄФА у матчі з «Норшеллан».
Від самої появи у «Челсі» став одним з основних захисників команди. На початку сезону 2016/17 провів свій 200-ий матч за лондонський клуб у всіх змаганнях.
Перед початком сезону 2017/18, після того як команду залишив баготорічний партнер Кегілла по захисту Джон Террі, саме Кегілла було обрано новим капітаном «Челсі».
2019 року приєднався до складу «Крістал Пелес».

## Виступи за збірні
Протягом 2004—2007 років залучався до складу молодіжної збірної Англії, у складі якої ставав бронзовим призером чемпіонат Європи серед молодіжних команд 2007 року. Всього на молодіжному рівні зіграв у 6 офіційних матчах.
3 вересня 2010 року дебютував в офіційних матчах у складі національної збірної Англії в матчі кваліфікації на Євро-2012 проти збірної Болгарії, що завершилася перемогою англійців з рахунком 4-0. 
Першим великим турніром у складі збірної для Кегілла був чемпіонат світу 2014 року, на якому він провів на полі з перших до останніх хвилин усі три матчі групового етапу, в яких англійці здобули лише одну нічию і до стадії плей-оф не пробилися.
За два роки, на Євро-2016, також був гравцем основного складу збірної, взявши участь у всіх трьох іграх групового етапу і програному ісландцям матчі 1/8 фіналу. В останній грі групового етапу, яку пропускав Вейн Руні, Кегіллу було довірено виводити команду на поле з капітанською пов'язкою.
16 травня 2018 року був включений до заявки національної команди на чемпіонат світу 2018.

## Стиль гри
Багато фахівців відзначають, що по грі в обороні Кегілл дуже схожий зі своїм капітаном Джоном Террі, що дозволяє Гарі останнім часом бути, напевно, одним з найкращих центральних захисників нашого часу, тому що, незважаючи на свої габарити, Гарі Кегілл дуже координований і рухливий футболіст, відмінно грає головою.
Кегілл відомий своїми технічними можливостями, швидкістю, добре грає в повітрі і має відмінне гольове чуття . Тренер Андре Віллаш-Боаш висловився про Кегілла: «Я думаю, його техніка чудова, і його швидкість просто приголомшує»
| Дата       | Місто          | Господарі  | Результат | Гості      | Турнір                | Голи | Примітки |
| ---------- | -------------- | ---------- | --------- | ---------- | --------------------- | ---- | -------- |
| 3-9-2010   | Лондон         | Англія     | 4 – 0     | Болгарія   | Відбір до ЧЄ 2012     | -    |          |
| 9-2-2011   | Копенгаген     | Данія      | 1 – 2     | Англія     | товариський матч      | -    |          |
| 29-3-2011  | Лондон         | Англія     | 1 – 1     | Гана       | товариський матч      | -    |          |
| 2-9-2011   | Софія          | Болгарія   | 0 – 3     | Англія     | Відбір до ЧЄ 2012     | 1    |          |
| 6-9-2011   | Лондон         | Англія     | 1 – 0     | Уельс      | Відбір до ЧЄ 2012     | -    |          |
| 7-10-2011  | Подгориця      | Чорногорія | 2 – 2     | Англія     | Відбір до ЧЄ 2012     | -    |          |
| 15-11-2011 | Лондон         | Англія     | 1 – 0     | Швеція     | товариський матч      | -    |          |
| 29-2-2012  | Лондон         | Англія     | 2 – 3     | Нідерланди | товариський матч      | 1    |          |
| 2-6-2012   | Лондон         | Англія     | 1 – 0     | Бельгія    | товариський матч      | -    | 19'      |
| 15-8-2012  | Берн           | Англія     | 2 – 1     | Італія     | товариський матч      | -    |          |
| 12-10-2012 | Лондон         | Англія     | 5 – 0     | Сан-Марино | Відбір до ЧС 2014     | -    |          |
| 14-11-2012 | Стокгольм      | Швеція     | 4 – 2     | Англія     | товариський матч      | -    |          |
| 6-2-2013   | Лондон         | Англія     | 2 – 1     | Бразилія   | товариський матч      | -    |          |
| 29-5-2013  | Лондон         | Англія     | 1 – 1     | Ірландія   | товариський матч      | -    |          |
| 2-6-2013   | Ріо-де-Жанейро | Бразилія   | 2 – 2     | Англія     | товариський матч      | -    |          |
| 14-8-2013  | Лондон         | Англія     | 3 – 2     | Шотландія  | товариський матч      | -    |          |
| 6-9-2013   | Лондон         | Англія     | 4 – 0     | Молдова    | Відбір до ЧС 2014     | -    |          |
| 10-9-2013  | Київ           | Україна    | 0 – 0     | Англія     | Відбір до ЧС 2014     | -    |          |
| 11-10-2013 | Лондон         | Англія     | 4 – 1     | Чорногорія | Відбір до ЧС 2014     | -    |          |
| 15-10-2013 | Лондон         | Англія     | 2 – 0     | Польща     | Відбір до ЧС 2014     | -    |          |
| 15-11-2013 | Лондон         | Англія     | 0 – 2     | Чилі       | товариський матч      | -    | 55'      |
| 5-3-2014   | Лондон         | Англія     | 1 – 0     | Данія      | товариський матч      | -    |          |
| 30-5-2014  | Лондон         | Англія     | 3 – 0     | Перу       | товариський матч      | 1    |          |
| 7-6-2014   | Маямі-Ґарденс  | Англія     | 0 – 0     | Гондурас   | товариський матч      | -    | 70'      |
| 14-6-2014  | Манаус         | Англія     | 1 – 2     | Італія     | ЧС 2014 - 1-й етап    | -    |          |
| 19-6-2014  | Сан-Паулу      | Уругвай    | 2 – 1     | Англія     | ЧС 2014 - 1-й етап    | -    |          |
| 24-6-2014  | Белу-Оризонті  | Коста-Рика | 0 – 0     | Англія     | ЧС 2014 - 1-й етап    | -    |          |
| 3-9-2014   | Лондон         | Англія     | 1 – 0     | Норвегія   | товариський матч      | -    | 84'      |
| 8-9-2014   | Базель         | Швейцарія  | 0 – 2     | Англія     | Відбір до ЧЄ 2016     | -    |          |
| 9-10-2014  | Лондон         | Англія     | 5 – 0     | Сан-Марино | Відбір до ЧЄ 2016     | -    |          |
| 12-10-2014 | Таллінн        | Естонія    | 0 – 1     | Англія     | Відбір до ЧЄ 2016     | -    |          |
| 15-11-2014 | Лондон         | Англія     | 3 – 1     | Словенія   | Відбір до ЧЄ 2016     | -    |          |
| 18-11-2014 | Глазго         | Шотландія  | 1 – 3     | Англія     | товариський матч      | -    | 46'      |
| 27-3-2015  | Лондон         | Англія     | 4 – 0     | Литва      | Відбір до ЧЄ 2016     | -    |          |
| 7-6-2015   | Дублін         | Ірландія   | 0 – 0     | Англія     | товариський матч      | -    | 74'      |
| 14-6-2015  | Любляна        | Словенія   | 2 – 3     | Англія     | Відбір до ЧЄ 2016     | -    |          |
| 8-9-2015   | Лондон         | Англія     | 2 – 0     | Швейцарія  | Відбір до ЧЄ 2016     | -    |          |
| 9-10-2015  | Лондон         | Англія     | 2 – 0     | Естонія    | Відбір до ЧЄ 2016     | -    | кап.     |
| 13-11-2015 | Аліканте       | Іспанія    | 2 – 0     | Англія     | товариський матч      | -    | 84'      |
| 17-11-2015 | Лондон         | Англія     | 2 – 0     | Франція    | товариський матч      | -    |          |
| 26-3-2016  | Берлін         | Німеччина  | 2 – 3     | Англія     | товариський матч      | -    | кап.     |
| 22-5-2016  | Манчестер      | Англія     | 2 – 1     | Туреччина  | товариський матч      | -    | кап.     |
| 2-6-2016   | Лондон         | Англія     | 1 – 0     | Португалія | товариський матч      | -    | 43'      |
| 11-6-2016  | Марсель        | Англія     | 1 – 1     | Росія      | ЧЄ 2016 - 1-й етап    | -    | 62'      |
| 16-6-2016  | Ланс           | Англія     | 2 – 1     | Уельс      | ЧЄ 2016 - 1-й етап    | -    |          |
| 20-6-2016  | Сент-Етьєн     | Словаччина | 0 – 0     | Англія     | ЧЄ 2016 - 1-й етап    | -    | кап.     |
| 27-6-2016  | Ніцца          | Англія     | 1 – 2     | Ісландія   | ЧЄ 2016 - чвертьфінал | -    |          |
| 4-9-2016   | Трнава         | Словаччина | 0 – 1     | Англія     | Відбір до ЧС 2018     | -    |          |
| 8-10-2016  | Лондон         | Англія     | 2 – 0     | Мальта     | Відбір до ЧС 2018     | -    |          |
| 11-10-2016 | Любляна        | Словенія   | 0 – 0     | Англія     | Відбір до ЧС 2018     | -    | 88'      |
| 11-11-2016 | Лондон         | Англія     | 3 – 0     | Шотландія  | Відбір до ЧС 2018     | 1    | 57'      |
| 15-11-2016 | Лондон         | Англія     | 2 – 2     | Іспанія    | товариський матч      | -    | 46'      |
| 22-3-2017  | Дортмунд       | Німеччина  | 1 – 0     | Англія     | товариський матч      | -    | кап.     |
| 10-6-2017  | Глазго         | Шотландія  | 2 – 2     | Англія     | Відбір до ЧС 2018     | -    |          |
| 13-6-2017  | Сен-Дені       | Франція    | 3 – 2     | Англія     | товариський матч      | -    |          |
| 1-9-2017   | Та-Калі        | Мальта     | 0 – 4     | Англія     | Відбір до ЧС 2018     | -    |          |
| 4-9-2017   | Лондон         | Англія     | 2 – 1     | Словаччина | Відбір до ЧС 2018     | -    |          |
| 5-10-2017  | Лондон         | Англія     | 1 – 0     | Словенія   | Відбір до ЧС 2018     | -    |          |
| 2-6-2018   | Лондон         | Англія     | 2 – 1     | Нігерія    | товариський матч      | 1    |          |
| 7-6-2018   | Лідс           | Англія     | 2 – 0     | Коста-Рика | товариський матч      | -    | 65'      |
| 28-6-2018  | Калінінград    | Англія     | 0 – 1     | Бельгія    | ЧС 2018 - 1-й етап    | -    |          |
| Усього     |                | Матчів     | 61        |            | Голів                 | 5    |          |

## Досягнення
«Челсі»
- Чемпіон Англії: 2014-15, 2016–17
- Володар кубка Англії: 2011-12, 2017–18
- Володар Кубка ліги: 2014-15
- Переможець Ліги чемпіонів: 2011-12
- Переможець Ліги Європи: 2012-13